# 髌骨
髌骨（拉丁語：patella）是一个很厚的、形状介乎于三角形和圆形之间的骨骼，与股骨相邻，包裹并保护膝关节的前关节面。髌骨在许多四足动物身上都有出现，如鼠、猫、鸟等，但鯨、大部分爬行动物和青蛙等两栖动物身上却并不存在。